# Липень 2004
Липень 2004 — сьомий місяць 2004 року, що розпочався у четвер 1 липня та закінчився у суботу 31 липня.

## Події
- 1 липня
  - Розпочався судовий процес над колишнім іракським лідером Саддамом Хусейном і його найближчими спільниками.
  - Космічний апарат «Кассіні — Гюйгенс», після 7 років подорожі, досяг системи Сатурна та розпочав дослідження кілець, супутників і магнітосфери Сатурна.
- 3 липня
  - У Бангкоку відкрили першу лінія метро.
- 4 липня
  - У португальському місті Лісабон зіграний фінал чемпіонату Європи з футболу між збірними Португалії та Греції. Збірна Греції перемогла з рахунком 1:0.
- 5 липня
  - Австралія і Таїланд підписали угоду про вільну торгівлю.
- 8 липня
  - Мексика та Венесуела стали асоційованими членами Меркосур.
- 21 липня
  - На 17-й конференції з загальної теорії відносності та гравітації в Дубліні (Ірландія) астрофізик Стівен Гокінг у своїй доповіді продемонстрував розв'язання проблеми зникнення інформації в чорній дірі, що майже 30 років залишалася невирішеною.
- 25 липня
  - Ленс Армстронг виграв Тур де Франс вшосте поспіль.
- 31 липня
  - Папа Римський Іван Павло II закликав своїх кардиналів та єпископів в усьому світі активно виступити проти ідеології радикального фемінізму.